# Kanton Cergy-2
Der Kanton Cergy-2 ist seit 2015 ein französischer Wahlkreis für die Wahl des Départementrats im Arrondissement Pontoise, im Département Val-d’Oise und in der Region Île-de-France; sein Bureau centralisateur befindet sich in Cergy.

## Gemeinden
Der Kanton besteht aus fünf Gemeinden und Gemeindeteilen mit insgesamt 58.657 Einwohnern (Stand: 1. Januar 2022) auf einer Gesamtfläche von 23,11 km²:
| Gemeinde          | Einwohner 1. Januar 2022 | Fläche km² | Dichte Einw./km² | Code INSEE | Postleitzahl |
| ----------------- | ------------------------ | ---------- | ---------------- | ---------- | ------------ |
| Boisemont         | 883                      | 2,77       | 319              | 95074      | 95000        |
| Cergy             | 19.551                   | 4,48       | 4.364            | 95127      | 95000, 95800 |
| Éragny            | 18.723                   | 4,72       | 3.967            | 95218      | 95610        |
| Jouy-le-Moutier   | 17.411                   | 6,89       | 2.527            | 95323      | 95280        |
| Neuville-sur-Oise | 2.089                    | 4,25       | 492              | 95450      | 95000        |
| Kanton Cergy-2    | 58.657                   | 23,11      | 2.538            | 9505       | –            |

1. ↑   Nur der südöstliche Teil der Gemeinde, der Rest gehört dem Kanton Cergy-1.